# Метасилікати

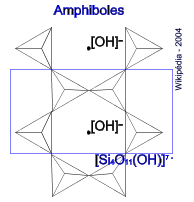
Структура амфіболу

Метасилікати (рос. метасиликаты, англ. metasilicates, нім. Methasilikate n pl) – мінерали, солі метакремнієвої кислоти H2SiO3. 
Представлені незначною кількістю важливих і поширених в земній корі мінералів, головними з яких є піроксени та амфіболи.
В основі структури метасилікатів знаходяться радикали [SiO3]2-, які за допомогою катіонів об’єднуються у поодинокі і здвоєні ланцюжки, а також у кільця. 